# Campeonato NORCECA de Voleibol Femenino Sub-20 de 2012
La IX edición del Campeonato NORCECA de Voleibol Femenino Sub-20 de 2012 se llevó a cabo en Nicaragua del 21 al 26 de agosto. Los equipos nacionales compitieron por tres cupos para el Campeonato Mundial de Voleibol Femenino Sub-20 de 2013 a realizarse en República Checa.

## Grupos
| Grupo A           | Grupo B              | Grupo C           |
| ----------------- | -------------------- | ----------------- |
| Antigua y Barbuda | República Dominicana | Cuba              |
| Costa Rica        | Guatemala            | Trinidad y Tobago |
| Nicaragua         | México               | Estados Unidos    |

## Primera fase

### Clasificación
| Pos | Equipo            | PJ | PG | PP | SG | SP | PTS |
| --- | ----------------- | -- | -- | -- | -- | -- | --- |
| 1   | Costa Rica        | 2  | 2  | 0  | 6  | 0  | 10  |
| 2   | Nicaragua         | 2  | 1  | 1  | 3  | 3  | 5   |
| 3   | Antigua y Barbuda | 2  | 0  | 2  | 0  | 6  | 0   |

#### Resultados
| Fecha    | Encuentro                      | Resultado | Set   | Set   | Set   | Set | Set | Puntuación total |
| Fecha    | Encuentro                      | Resultado | 1     | 2     | 3     | 4   | 5   | Puntuación total |
| -------- | ------------------------------ | --------- | ----- | ----- | ----- | --- | --- | ---------------- |
| 21-08-12 | Costa Rica - Antigua y Barbuda | 3-0       | 25-09 | 25-09 | 25-07 |     |     | 75-25            |
| 22-08-12 | Nicaragua - Antigua y Barbuda  | 3-0       | 25-12 | 25-13 | 25-12 |     |     | 75-37            |
| 23-08-12 | Costa Rica - Nicaragua         | 3-0       | 25-10 | 25-23 | 25-14 |     |     | 75-47            |

### Clasificación
| Pos | Equipo               | PJ | PG | PP | SG | SP | PTS |
| --- | -------------------- | -- | -- | -- | -- | -- | --- |
| 1   | República Dominicana | 2  | 2  | 0  | 6  | 1  | 9   |
| 2   | México               | 2  | 1  | 1  | 4  | 3  | 6   |
| 3   | Guatemala            | 2  | 0  | 2  | 0  | 6  | 0   |

#### Resultados
| Fecha    | Encuentro                        | Resultado | Set   | Set   | Set   | Set   | Set | Puntuación total |
| Fecha    | Encuentro                        | Resultado | 1     | 2     | 3     | 4     | 5   | Puntuación total |
| -------- | -------------------------------- | --------- | ----- | ----- | ----- | ----- | --- | ---------------- |
| 21-08-12 | Guatemala - México               | 0-3       | 11-25 | 11-25 | 03-25 |       |     | 25-75            |
| 22-08-12 | Guatemala - República Dominicana | 0-3       | 07-25 | 03-25 | 13-25 |       |     | 23-75            |
| 23-08-12 | República Dominicana - México    | 3-1       | 25-20 | 21-25 | 25-16 | 27-25 |     | 98-86            |

### Clasificación
| Pos | Equipo            | PJ | PG | PP | SG | SP | PTS |
| --- | ----------------- | -- | -- | -- | -- | -- | --- |
| 1   | Estados Unidos    | 2  | 2  | 0  | 6  | 1  | 9   |
| 2   | Cuba              | 2  | 1  | 1  | 4  | 3  | 6   |
| 3   | Trinidad y Tobago | 2  | 0  | 2  | 0  | 6  | 0   |

#### Resultados
| Fecha    | Encuentro                          | Resultado | Set   | Set   | Set   | Set   | Set | Puntuación total |
| Fecha    | Encuentro                          | Resultado | 1     | 2     | 3     | 4     | 5   | Puntuación total |
| -------- | ---------------------------------- | --------- | ----- | ----- | ----- | ----- | --- | ---------------- |
| 21-08-12 | Estados Unidos - Trinidad y Tobago | 3-0       | 25-10 | 25-10 | 25-08 |       |     | 75-28            |
| 22-08-12 | Trinidad y Tobago - Cuba           | 0-3       | 13-25 | 08-25 | 14-25 |       |     | 35-75            |
| 23-08-12 | Estados Unidos - Cuba              | 3-1       | 19-25 | 25-23 | 25-23 | 25-16 |     | 94-87            |

## Fase final

### Final 1.º y 3.º puesto
|  | Cuartos de final       | Cuartos de final     |                        |                        | Semifinales            | Semifinales |  |  | Final                  | Final |
|  |                        |                      |                        |                        |                        |             |  |  |                        |       |
|  |                        |                      |                        |                        |                        |             |  |  |                        |       |
|  |                        |                      |                        |                        |                        |             |  |  |                        |       |
|  | República Dominicana   |                      |                        |                        |                        |             |  |  |                        |       |
|  | 25 de agosto – Managua |                      |                        |                        |                        |             |  |  |                        |       |
|  | Directo a Semifinales  |                      |                        |                        |                        |             |  |  |                        |       |
|  | República Dominicana   | 3                    |                        |                        |                        |             |  |  |                        |       |
|  | República Dominicana   | 3                    | 24 de agosto – Managua |                        |                        |             |  |  |                        |       |
|  |                        | Estados Unidos       | 2                      |                        |                        |             |  |  |                        |       |
|  | Estados Unidos         | Estados Unidos       | 2                      | 3                      |                        |             |  |  |                        |       |
|  | Estados Unidos         |                      | 26 de agosto – Managua | 3                      |                        |             |  |  |                        |       |
|  | Nicaragua              | 0                    |                        |                        |                        |             |  |  |                        |       |
|  | Nicaragua              | 0                    | México                 | 1                      |                        |             |  |  |                        |       |
|  |                        |                      | México                 | 1                      |                        |             |  |  |                        |       |
|  |                        | República Dominicana | 3                      |                        |                        |             |  |  |                        |       |
|  | Costa Rica             | República Dominicana | 3                      |                        |                        |             |  |  |                        |       |
|  | 25 de agosto – Managua |                      |                        |                        |                        |             |  |  |                        |       |
|  | Directo a Semifinales  |                      |                        |                        |                        |             |  |  |                        |       |
|  | México                 | 3                    | Tercer y cuarto puesto | Tercer y cuarto puesto |                        |             |  |  |                        |       |
|  | México                 | 3                    | Tercer y cuarto puesto | Tercer y cuarto puesto | 24 de agosto – Managua |             |  |  |                        |       |
|  |                        | Costa Rica           | 0                      |                        |                        |             |  |  |                        |       |
|  | México                 | Costa Rica           | 0                      | 3                      | Costa Rica             | 0           |  |  |                        |       |
|  | México                 |                      |                        | 3                      | Costa Rica             | 0           |  |  |                        |       |
|  | Cuba                   | 2                    |                        | Estados Unidos         | 3                      |             |  |  |                        |       |
|  | Cuba                   | 2                    |                        |                        | 3                      |             |  |  |                        |       |
|  |                        |                      |                        |                        |                        |             |  |  | 26 de agosto – Managua |       |
|  |                        |                      |                        |                        |                        |             |  |  |                        |       |

#### Resultados
| Fecha    | Encuentro                             | Resultado | Set   | Set   | Set   | Set   | Set   | Puntuación total |
| Fecha    | Encuentro                             | Resultado | 1     | 2     | 3     | 4     | 5     | Puntuación total |
| -------- | ------------------------------------- | --------- | ----- | ----- | ----- | ----- | ----- | ---------------- |
| 24-08-12 | México - Cuba                         | 3-2       | 25-15 | 25-19 | 21-25 | 14-25 | 15-12 | 100-96           |
| 24-08-12 | Estados Unidos - Nicaragua            | 3-0       | 25-10 | 25-07 | 25-07 |       |       | 75-23            |
| 25-08-12 | México - Costa Rica                   | 3-0       | 25-16 | 25-19 | 25-19 |       |       | 75-5             |
| 25-08-12 | República Dominicana - Estados Unidos | 3-2       | 22-25 | 13-25 | 25-21 | 25-22 | 15-10 | 100-103          |
| 26-08-12 | Costa Rica - Estados Unidos           | 0-3       | 18-25 | 14-25 | 22-25 |       |       | 54-75            |
| 26-08-12 | República Dominicana - México         | 3-1       | 25-19 | 25-21 | 24-26 | 25-11 |       | 99-77            |

## Clasificación final
| Pos | Equipo               |
| --- | -------------------- |
| 1   | República Dominicana |
| 2   | México               |
| 3   | Estados Unidos       |
| 4   | Costa Rica           |
| 5   | Cuba                 |
| 6   | Nicaragua            |
| 7   | Guatemala            |
| 8   | Trinidad y Tobago    |
| 9   | Antigua y Barbuda    |

## Distinciones individuales
| Distinción      | Nombre            | Equipo               |
| --------------- | ----------------- | -------------------- |
| MVP             | Winifer Fernández | República Dominicana |
| Mejor Anotadora | Brayelin Martínez | República Dominicana |
| Mejor Ataque    | Sulian Matienzo   | Cuba                 |
| Mejor Bloqueo   | Angelica Hinojosa | República Dominicana |
| Mejor Servicio  | María Álvarez     | Guatemala            |
| Mejor Armadora  | Marilyn Pages     | Cuba                 |
| Mejor Recepción | Winifer Fernández | República Dominicana |
| Mejor Defensa   | Winifer Fernández | República Dominicana |
| Mejor Líbero    | Winifer Fernández | República Dominicana |

| Predecesor: México 2010 | Campeonato NORCECA de Voleibol Femenino Sub-20 Nicaragua 2012 | Sucesor: No se ha anunciado |